# マンゴネル
マンゴネルとは、城壁に投射物を投げ放つためのカタパルト、攻城兵器の一種。

## 概要

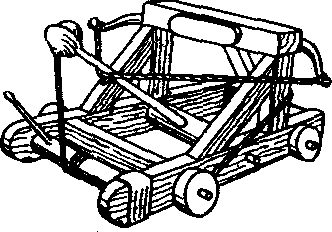
古代のカタパルトの略図

中世に使用された。名称はギリシア語・ラテン語のmanganonに由来し、「戦争用の装置」を意味する。この言葉の正確な語義には議論の余地があり、幾つかの仮説が示されてきた。これは平衡錘投石機（トレビュシェット）の名称である場合があり、また作動に際し人力で補助された固定式カウンターウェイト型の投石機もそう呼び得るものだった。またフレームを用いる特定の形式のものも、こう呼ばれた。マンジャニーク（ペルシア語: منجنیق 転写: manjaniq、アラビア語: منجنيق 転写: manajaniq）は同じ語に由来し、様々な種類の投石機にあてはまる。これは異なる時代または場所で、複数の種類の装置に言及していたか、一般用語であった可能性がある。
現代の用語では、しばしばカタパルトはオナガーの中世の形態の名称として用いられるが、歴史的には少数の証拠しか存在しない。
マンゴネルは、後に導入されたトレビュシェットよりも投擲精度が低かった。トレビュシェットは火薬の発見と広範な使用により短期間の運用に終わった。マンゴネルはトレビュシェットと比較し、投射体を低軌道かつ高初速で投擲した。また防壁を超えて打ち込むよりもむしろ、防壁を破壊することを目的としており、より野戦に適していた。

## 戦闘での役割

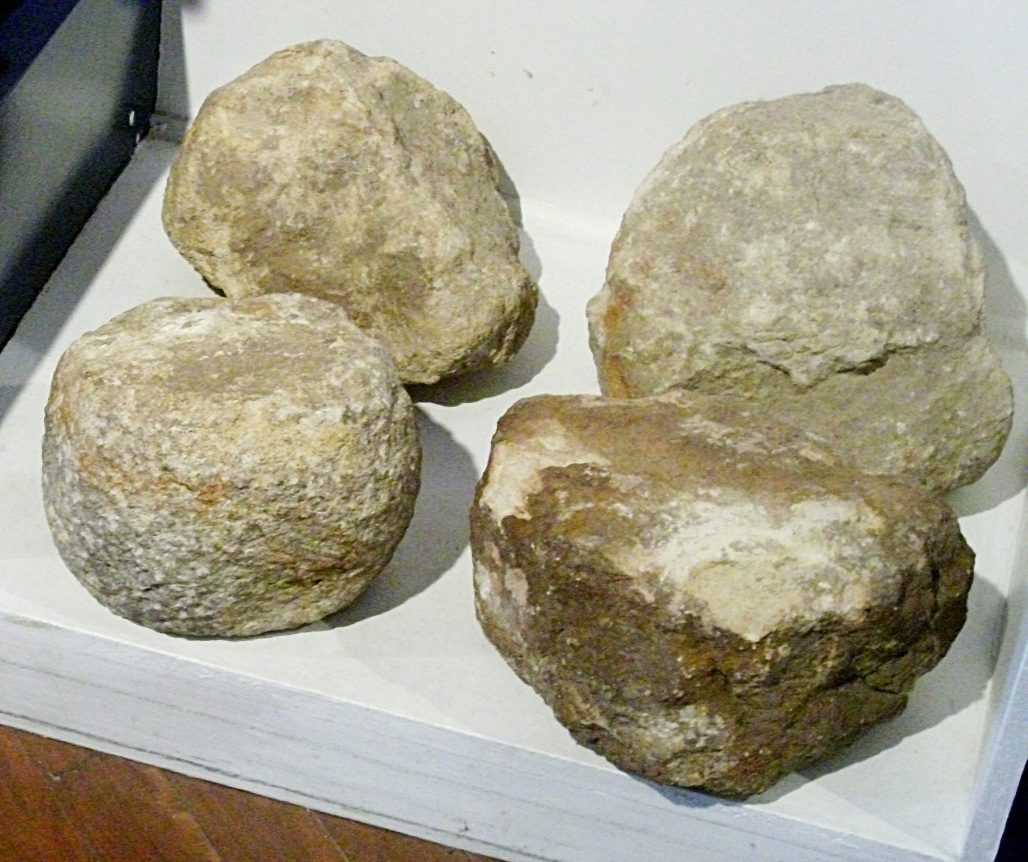
マンゴネルの砲弾。1224年、イングランドのベッドフォード城包囲で使用された。

マンゴネルは、重量のある投射体を、支持腕終端の椀状に整形されたバケットから放った。
このバケットはスリングに比べて多量の岩を放つことができた。これはオナガーとの相違点である。スリングは、射撃に用いる力が強化されるとバケットに交換された。戦闘において、マンゴネルは、岩や燃焼物を射ち出した。ファイアーポットは衝撃で炎上する可燃物を充填した容器だった。また他には、攻撃や防御に当たる部隊が、即座に利用できたものを投げつけた。風変わりな投射物としては、腐敗した動物や人間の死体、とくに頭部など、脅迫や士気喪失、または防御側に疫病を蔓延させるために用いられた。この戦術は効果があった。攻城戦において、防御側は城内に閉じこもることになるため、食料の補給は不十分になりがちで劣化・腐敗しやすく、狭隘な居住空間も相まって衛生状態も劣悪であった。こういった状態で腐敗した死体を投げ込むことは、有害な小動物の加勢も得て防御側に疫病を蔓延させるにあたって理想的な手段であった。しかし注意すべきことに、マンゴネルの主要な任務は、ことに中世の戦闘においては城壁や都市の防壁、インフラを打ち崩すことであり、兵員の殺傷ではなかった。予測不能で強力な打撃は、建造物や防壁など、面積が大きい固定目標の攻撃に最適だった。

## 中世

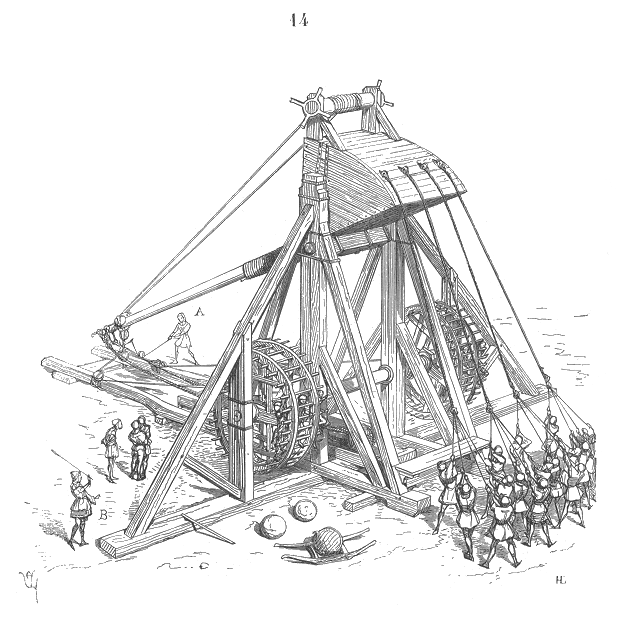
中世のマンゴネル

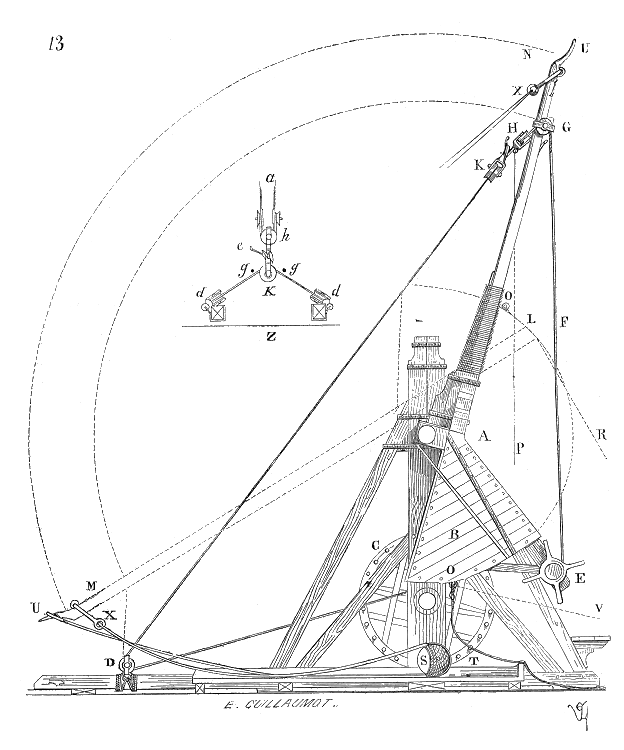
マンゴネルの側面図

中世のマンゴネルはローマ時代のオナガーとは異なる意味を持ち、むしろ固定式のカウンターウェイトを持つ攻城兵器に近くなり、トレビュシェットに類似していた。トレビュシェットとの唯一の相違点は固定式のカウンターウェイトを持ち、これを人力で引き下ろすことであった。この方法では熟練した兵員が従事し、この装置の兵長はマンゴネルに用いる力の強さを調節することが可能だった。

### マンゴネルの作動機構
マンゴネルは終端にフックの付いたロープによって低められ、装填状態にされるが、このフックはまた別の、牽引装置に繋げられたロープと結合した。牽引装置としては滑車を複合した装置、ギアを複合した装置、または動物を用いた牽引システムがあった。メインロッドはこのロープを引いて低められる。ひとたびロッドが低められると、作業者は投射体を置くスリングの取り付け部に注意しなければならなかった。マンゴネルが装填されると、兵長はメインロッドを解放する指示を与え、また同時に兵員たちはカウンターウェイトへ接続するロープを引いた。マンゴネルの操作には通常20名程度の兵員を要した。
もし兵員がよく訓練されていれば、この装置は投射体の発射軌道の高低をコントロールすることも可能だった。しかし、熟練していない兵員が扱った場合には、投射体によって友軍歩兵はおろか兵員自らを殺傷する危険性さえあった。